# Nobuko Imai
Nobuko Imai (今井 信子?, Imai Nobuko; Tōkyō, 18 marzo 1943) è una violista giapponese.

## Biografia
Ha cominciato gli studi musicali alla Tōhō Gakuen School of Music di Tōkyō per poi continuarli negli Stati Uniti d'America presso la prestigiosa Juilliard School e l'Università Yale.
Nel 1967, ventiquattrenne, vinse sia il premio dello Young Concert Artists (ente newyorkese di talent-scout) che il 2º premio (1º premio non assegnato) all'ARD International Music Competition di Monaco di Baviera. L'anno seguente ottenne lo stesso risultato al Concorso internazionale di Ginevra.
Ha suonato in complessi cameristici con altri famosi musicisti quali Martha Argerich, Kyung-wha Chung, Heinz Holliger, Mischa Maisky, Midori Gotō, Murray Perahia, Gidon Kremer, Yo-Yo Ma, Itzhak Perlman, András Schiff, Isaac Stern e Pinchas Zukerman, e si è esibita come solista con prestigiose orchestre come Berliner Philharmoniker, Orchestra reale del Concertgebouw, Orchestra Sinfonica di Vienna, Orchestra Filarmonica Reale di Stoccolma, London Symphony Orchestra, BBC Symphony Orchestra, Boston Symphony Orchestra e Chicago Symphony Orchestra.
Nobuko Imai è stata parte del Vermeer Quartet ed ha fondato nel 2003 il Michelangelo Quartet di cui è membro con Mihaela Martin, Daniel Austrich e Frans Helmerson. Ha anche fondato la East-West Baroque Academy, fondazione a sostegno dei giovani musicisti giapponesi ed olandesi in nome del legame che connette i due paesi da secoli.
Docente di viola alla Hochschule für Musik Detmold dal 1983 al 2003, attualmente insegna al Conservatorium van Amsterdam, alla Escuela Superior de Música Reina Sofía di Madrid, alla Ueno Gakuen University di Tokyo e all'Accademia di Kronberg. Ha inoltre insegnato alla Haute école de musique di Ginevra e all'Académie de Musique "Tibor Varga" di Sion.
Tra i numerosi premi ricevuti, l'Avon Arts Award (1993), il Premio Suntory (1995) e il Premio Mainichi (1996). 
Il compositore Tōru Takemitsu le ha dedicato il suo concerto per viola A String Around Autumn nel 1989.

### Strumenti
Dal 1988 suona una viola di Andrea Guarneri del 1690.

## Discografia parziale
La sua produzione discografica è molto ampia, avendo inciso sia come solista che come camerista per svariate etichette discografiche tra cui RCA, BIS, Chandos, Deutsche Grammophon, EMI, Hyperion e Philips.
- Bach, Variazioni Goldberg (arr. per Trio d'archi Dmitry Sitkovetsky) - Rachlin/Imai/Maisky, 2006 Deutsche Grammophon
- Bach, Six Suites for Unaccompanied Cello (Transcribed for Viola) - Nobuko Imai, 2004 Decca/Philips
- Hindemith, Four Sonatas For Solo Viola - Nobuko Imai, 1992 Bis
- Reger, Romance for Viola and Piano - Three Suites for Viola - Viola Sonata - Nobuko Imai & Ronald Brautigam, 2003 BIS
- Schnittke, In Memoriam - Viola Concerto - Lev Markiz/Malmö Symphony Orchestra/Nobuko Imai, 1989 BIS
- Schubert: Arpeggione Sonata - Beethoven: Notturno In D Major - Nobuko Imai & Roger Vignoles, 1989 Chandos
- Taneyev, Piano Quintet & Piano Trio - Ilya Gringolts/Lynn Harrell/Mikhail Pletnev/Nobuko Imai/Vadim Repin, 2005 Deutsche Grammophon
- Tippett: Concerto for Violin, Viola & Cello - Gyorgy Pauk/Nobuko Imai/Ralph Kirshbaum/London Symphony Orchestra/Sir Colin Davis, 1988 Philips